# Thomas Kuc
Thomas Nicholas Kuc (São Paulo, 10 de octubre de 2002) es un actor polaco nacido en Brasil. Es conocido por interpretar a Hudson Gimble en la serie de Nickelodeon, Game Shakers.

## Biografía
Nació el 10 de octubre de 2002 en São Paulo (Brasil), pero a los 5 años se mudó a California. Él era un niño dotado y comenzó a mostrar interés en cantar a una edad muy temprana. Luego de darse cuenta de su interés, sus padres (ambos inmigrantes) lo alentaron brindándole todo el apoyo requerido. Fue inscrito en una escuela de música local y pronto se convirtió en un experto en canto. Poco tiempo después comenzó a publicar sus vídeos musicales en YouTube que resultaron ser exitosos. Después del éxito en YouTube, comenzó a publicar en otros sitios de redes sociales como Musical.ly y Vine, conocidos por sus cortos vídeos. A pesar de convertirse en un músico exitoso a una edad muy temprana.

## Carrera
En 2015 tuvo la oportunidad de actuar en un espectáculo de Nickelodeon llamado Game Shakers. El espectáculo fue creado por Dan Schneider. El espectáculo gira en torno a dos chicas llamadas Babe y Kenzie. Tanto Babe como Kenzie están en séptimo grado pero comienzan una gran compañía de juegos. Thomas Kuc actuó en el papel de Hudson, que es amigo de Babe y Kenzie. Él da sugerencias a los personajes principales en el funcionamiento del negocio. El espectáculo fue un gran éxito, tanto que aumentó la fama de Thomas Kuc. Dado que tanto Babe como Kenzie son niñas, Thomas Kuc se destaca en el espectáculo como un niño lindo con su acento brasileño y su dulce apariencia.
Después de su éxito en televisión, tuvo la oportunidad de actuar en una película llamada The Diabolical, que se estrenó en el año 2015. La película era un thriller de ciencia ficción en el que una madre soltera lucha para luchar contra las fuerzas del mal en su casa. Thomas Kuc interpretó a Danny, el hijo de la madre soltera. La película tuvo éxito en la taquilla y solidificó la posición de Thomas Kuc como un actor en ciernes.

## Filmografía
| Año       | Título                                   | Personaje         | Notas                               |
| --------- | ---------------------------------------- | ----------------- | ----------------------------------- |
| 2015–2019 | Game Shakers                             | Hudson Gimble     | Serie de televisión/Papel principal |
| 2015      | Ho Ho Holiday Special                    | Nigel             | Película de Nickelodeon             |
| 2015      | The Diabolical                           | Danny             | Película de terror                  |
| 2016      | Slime Cup                                | Él mismo          | Especial de Nickelodeon             |
| 2016      | Orange carpet:Angry Bird                 | Él mismo          | Especial de Nickelodeon             |
| 2017      | Nickelodeon's Not So Valentine's Special | Varios personajes | Especial de Nickelodeon             |
| 2017      | Danger Games                             | Hudson Gimble     | Crossover con Henry Danger          |